# Reggie Doherty
Reginald Frank Doherty, detto Reggie (Londra, 14 ottobre 1872 – Londra, 29 dicembre 1910), è stato un tennista britannico.
Col fratello Laurence fu uno degli eroi del tennis inglese di quel periodo.
Reginald, maggiore di età e di statura, era soprannominato Big Do, mentre il fratello minore era Little Do.

## Carriera
In coppia i due fratelli arrivarono alla finale del doppio a Wimbledon per undici volte consecutive, dal 1896 al 1906, vincendo ben otto titoli. Nel singolare Reggie fu il dominatore del torneo dal 1897 vincendo quattro titoli individuali consecutivi.
I fratelli Doherty vinsero il doppio maschile anche alle Olimpiadi di Parigi del 1900. Nella stessa edizione Reginald vinse anche il doppio misto, in coppia con Charlotte Cooper, e conquistò la medaglia di bronzo nel singolare maschile.
Reggie vinse ancora un oro nel doppio maschile, otto anni dopo, alle Olimpiadi di Londra del 1908, questa volta in coppia con George Hillyard.
I fratelli Doherty fecero parte della squadra britannica di Coppa Davis dal 1902 al 1906 e contribuirono ampiamente alle quattro vittorie consecutive a partire dal 1903. Nei cinque anni di Coppa Davis i due fratelli si aggiudicarono sempre il doppio.
I fratelli Doherty parteciparono anche all'US Open. Assieme vinsero il doppio nel 1902 e nel 1903. In singolare Reggie riuscì ad arrivare nella finale degli U.S. National Championships 1902, ma venne sconfitto in quattro set da William Larned.
Nel 1909 vinse il suo ultimo torneo e terminò la carriera nel 1910. Morì in quello stesso anno a soli trentotto anni.